# 四院制
四院制（英語：tetracameralism），指一个議會由四個議院組成的议会制度，與現時常見的一院制與兩院制相比，三院制與四院制等多院制十分罕見。

## 歷史
中世紀時的斯堪地納維亞議會（Riksdag of the Estates），就有四個議院，分別由靈（教士）、俗（貴族）、國（國人，城市市民）、野（野人，鄉村的農民）四界組成。瑞典國會和芬蘭國會維持四院制的時間最長，四個議院是各自獨立運作的。
瑞典國會維持四院制直到1866年，隨後改為兩院制，并在1970年进一步改为一院制。
法国历史中也曾有过四院制议会。1800年，通过雾月政变上台的拿破仑一世制定“共和八年宪法”，规定立法权分属、保民院、立法院、元老院四院，但是四院形同虚设，一切都由第一执政，即拿破仑一世说了算。
芬蘭作為俄羅斯帝國的一部分，直至1906年之前都維持四院制議會。隨後就被普選、現代化的一院制國會取代。